# De laatste show (Eén)
De laatste show was een latenighttalkshow op de Vlaamse televisiezender Eén, geproduceerd door Woestijnvis. De eerste aflevering werd uitgezonden op 1 november 1999, de laatste op 22 maart 2012.

## Presentatoren
De show kende verschillende presentatoren. Een overzicht:

### Bruno Wyndaele (1999-2003)
Aanvankelijk presenteerde Bruno Wyndaele de show. In seizoen 2002-2003 presenteerde hij het programma afwisselend met Mark Uytterhoeven In 2003 verliet hij het productiehuis Woestijnvis en daarmee ook De laatste show. Bekende buitenlandse gasten waren Warren Zevon, Peter Fonda en Morgan Freeman.
Tijdelijke vervanging: Wyndaele werd in het voorjaar van 2002 een week vervangen door Stijn Meuris.

### Mark Uytterhoeven (2002-2006)
Mark Uytterhoeven volgde Bruno Wyndaele op. Oorspronkelijk presenteerden hij en Wyndaele afwisselend, maar na het vertrek van Wyndaele presenteerde hij het programma alleen verder. Sinds de komst van Uytterhoeven won het programma flink aan populariteit. Een opvallende aflevering was de zogeheten "Zatte aflevering", uitgezonden op 30 december 2003, waarbij Uytterhoeven en gast Michiel Hendryckx een hoop Duvel-bieren hadden gedronken, waarbij ze vragen stelde aan de gasten met alle gevolgen van dien. Bekende buitenlandse gasten waren The Pointer Sisters en Moby. Uytterhoeven presenteerde De laatste show tot 23 maart 2006.

### Frieda Van Wijck (2006-2009)
In september 2006 werd Frieda Van Wijck de nieuwe presentatrice van De Laatste Show. Woestijnvis zag in haar de ideale opvolgster van Mark Uytterhoeven, door haar ruime interview-ervaring en brede interesse. Bekende buitenlandse gasten waren Joe Cocker, Ike Turner en Henri Salvador. In april 2009 maakte Van Wijck bekend dat ze na drie seizoenen ophoudt met De Laatste Show. Aanhoudende rugklachten zouden de basis van deze beslissing vormen. Op 9 juni 2009 werd bekendgemaakt dat Michiel Devlieger de opvolger werd van Frieda Van Wijck als presentator van De laatste show.
Tijdelijke vervanging: Van Wijck werd eenmalig vervangen door Marcel Vanthilt.

### Michiel Devlieger (2009-2012)
Vanaf 31 augustus 2009 presenteerde Michiel Devlieger De laatste show. Hij verzorgde het elfde, twaalfde en ook dertiende seizoen.

## Formule
Het programma werd 's avonds uitgezonden, iets na tien uur, van maandag tot en met donderdag. De uitzendingen werden overdag opgenomen, en gingen dus niet rechtstreeks. Hierdoor konden interviews in andere talen ook ondertiteld worden. Er kwamen steeds een drietal gasten langs, samen met een van de vier vaste gasten die hun eigen rubriek presenteerden, steeds met de nodige humor. Als het interview voorbij was, bleef de gast zitten, en werd af en toe zijn of haar commentaar gevraagd bij de volgende gasten. Bij de drie gewone gasten zat dikwijls een zanger, die aan het eind van het programma een nummer zong, tot het einde van het twaalfde seizoen in 2011 samen met De Laatste Showband. Soms trad de band ook alleen op.
De muzikale afsluiter kreeg vanaf het dertiende seizoen in 2011 een nieuwe formule, waarbij elke week een andere band de afsluiter en de tussendeuntjes deed.
De stijl was erg lichtvoetig, de interviews veelal gemoedelijk.

## Internationale gasten
Een aantal internationaal bekende mensen heeft plaatsgenomen op de sofa van De laatste show, waaronder: Marianne Faithfull, Moby, Joe Cocker, Sandra Roelofs, Tori Amos, Lionel Richie, Dave Grohl, Allen Toussaint, Ian Gillan, Sting, Dennis Rodman, Hilary Duff en John Cleese.

## Vaste rubrieken
Tot en met het twaalfde seizoen had het programma een aantal vaste rubrieken. De vaste rubrieken vervielen grotendeels in het dertiende seizoen. Er bleven wel enkele vaste gasten zoals voetbalanalist Jan Mulder (dinsdag), Sven De Leijer (dagelijks) en vogelliefhebber Dominiek Vandevenne (wekelijks).
In het twaalfde en dertiende seizoen wordt Michiel Devlieger ook door vier Chefs geassisteerd, die in het programma verschijnen wanneer een item uit hun gebied in de actualiteit komt:
- Chef Politiek: Steven Samyn, een journalist van De Standaard (enkel in het twaalfde seizoen)
- Chef Sport: Mark Uytterhoeven
- Chef Cultuur: Marc Didden
- Chef Wetenschap: doctor Filip Van den Abeele.

Dit waren de vroegere vaste rubrieken:
- De aanrader
- Lies Lefever
- Stijn Meuris, De wereld is om zeep
- Sven De Leijer, Goed gezien
- De boekenberg
- Gili, Iedereen paranormaal
- Jelle De Beule en Lieven Scheire, Goed gevonden over een Groot Complot.
- Paul Baeten Gronda, De lijsttrekker
- Maarten van Rossem, een geschiedenisrubriek
- Kamagurka, Geen Commentaar
- Sven Speybrouck, De Encyclopedie van de Interessante Kennis
- Hendrik Cammu, over de medische actualiteit
- Lieve Blancquaert Meisjes van 40 (met Annemie Struyf)
- Elma De Beule, Mediatrends
- Herman De Croo Eyskens en De Croo ontdekken de wereld (met Mark Eyskens)
- Rick de Leeuw, De blik van Rick, Dromen van de Leeuw, Alles voor de kunst
- Marc Delire over de actualiteit in Wallonië
- Jan De Smet over bizarre performers
- Luc De Vos, Wereldproblemen
- Dirk Draulans, Applaus voor de natuur
- Mark Eyskens, Eyskens en De Croo ontdekken de wereld (met Herman De Croo)
- Hanneke Groenteman
- Javier Guzman
- Michiel Hendryckx, De Ziener
- Martin Heylen, Goed Geprobeerd!
- Gunter Lamoot met een eigenzinnige kijk op de wereld
- Jeroen Meus over ingrediënten in de keuken
- Guy Mortier, Gefressenes Funden
- Pascale Platel, Madame Platel
- Annick Ruyts, Wie is Annika Westerberg?
- Joke Schauvliege, Jo en Joke (met Jo Vermeulen)
- Lieven Scheire over fysica, met animatietjes van Neveneffecten
- Annemie Struyf, Meisjes van 40 (met Lieve Blancquaert)
- Rik Torfs, Ora et labora
- Steven Van Herreweghe, Geen probleem...
- Erik Van Looy, Ontdek de ster
- Rob Vanoudenhoven, De Job van Rob
- Marcel Vanthilt over de gebeurtenissen van 5, 10, 15... jaar terug
- Jo Vermeulen, Jo en Joke (met Joke Schauvlieghe)
- Lulu Wang, Spleetoogjes en Pindakaas
- Bart De Pauw, Truken van de foor
- Jonas Van Thielen interviewt Hollywoodsterren
- Bart Van Loo met zijn francofiele rubriek